# State of Decay (videojuego)
State of Decay es un videojuego de supervivencia en mundo abierto de temática zombi desarrollado por Undead Labs y distribuido por Microsoft Studios. Fue estrenado para Xbox 360 el 5 de junio de 2013. El lanzamiento de la versión para Microsoft Windows vía Acceso Anticipado de Steam fue el 20 de septiembre de 2013, pero el lanzamiento oficial no se produjo hasta el 5 de noviembre de ese mismo año. Una versión remasterizada llamada Year-One Survival Edition fue lanzada para Microsoft Windows y Xbox One en abril de 2015.
La jugabilidad de este juego es similar a la saga Grand Theft Auto y ambientado en escenarios similares a la serie americana The Walking Dead. En 2018 está programada la salida de su secuela, State of Decay 2

## Jugabilidad
State of Decay se centra en la supervivencia: sigilo, evasión, distracciones, construcción de bases, comunidad de supervivientes, recolección de recursos y exploración del mapa más que en el combate contra zombis. El juego es de mundo abierto, donde las decisiones del jugador son un factor importante. El jugador podrá escoger la localización que desee para construir allí su base. Pueden construirse estructuras como torres de vigilancia, huertos, barracones, cocinas, talleres, enfermerías o barricadas para defenderse de la población infectada, ayudar a los supervivientes a recuperarse más rápido o fabricar explosivos, entre otras cosas.
La comida, el refugio, los medicamentos, la munición o los materiales de construcción son necesarios para sobrevivir. Para obtener estos recursos, el jugador debe salir a explorar lugares como supermercados abandonados y muchas otras localizaciones, aunque la comida, por ejemplo, también puede crecer en un huerto en el interior de la base. También se puede comerciar con otros supervivientes que el jugador irá encontrando por el mapa, o rescatarlos y hacerlos parte de su comunidad para que le ayuden en la defensa, construcción de estructuras o reparación de coches/armas (con las instalaciones necesarias). También pueden ser enviados a buscar recursos, una nueva localización para la base o ayudar a recolectar recursos encontrados por el jugador. Cuando la relación con estos supervivientes alcance el nivel necesario, pasarán a ser personajes jugables. Las decisiones del jugador afectarán al desarrollo de los acontecimientos del juego. El mapa se extiende a lo largo de 16 km² aunque debido a las zonas montañosas sólo serán  parte del área jugable 8 km².
Los personajes no-jugadores (PNJ) de State of Decay varían tanto en color de piel como en género, y a veces muestran signos de envejecimiento en el juego. Pueden establecer bases para sobrevivir que el jugador puede encontrar mientras explora (el jugador puede intercambiar recursos con otras bases). Rescatar PNJs los añadirá a la comunidad de supervivientes del jugador y a cada uno de ellos se le podrá asignar una tarea como realizar salidas para recolectar recursos o explorar. Si el PNJ y el jugador se han hecho amigos (su relación llega al nivel necesario) y la influencia del jugador es suficiente, éste podrá pedir al PNJ que le acompañe mientras explora. En este sentido, las decisiones del jugador son muy importantes. Cuando un PNJ sale de la base a explorar o recolectar recursos, puede quedarse atrapado y pedir ayuda por radio. En esta situación, el jugador puede salir a rescatarle o esperar a que el PNJ se las arregle solo. Si el jugador decide no rescatar al PNJ que pide ayuda, este podría desaparecer o morir si no consigue defenderse solo. La muerte de un PNJ de la comunidad, así como muchas otras cosas, reducirá la moral de ésta. Si la moral de la comunidad se mantiene baja por mucho tiempo, algunos de los supervivientes la abandonarán y tratarán de formar sus propios enclaves en otro lugar, pudiendo convencerles más adelante de que regresen. Hay 30 PNJs en State of Decay que aparecerán en el mapa en una situación semi-aleatoria, mientras otros 20 PNJs pertenecientes a la trama aparecerán siempre en los mismos lugares concretos. Cuando un PNJ o el personaje del jugador muere, lo hace para siempre en esa partida, y cabe la posibilidad de que se transforme en otro zombi más (si el personaje del jugador muere, se pasará a controlar a otro de los miembros de la comunidad).
Los zombis son de varios tamaños, géneros y razas. Pueden aparecer por sí solos u organizarse en grupos más grandes, llamados hordas, que caminan de un lado a otro sin detenerse a menos que vean al jugador o a un PNJ superviviente, al que atacarán. Además de los zombis comunes existen zombis especiales, más peligrosos y con distintas características, como el aullador, que podrá atraer a más zombis a su posición gritando. Si una horda de zombis se deja sin vigilancia durante demasiado tiempo, y no se acaba con ella, pueden crear una plaga en el interior de un edificio, reduciendo la moral de la comunidad y haciendo aparecer un mayor número de zombis en la zona. Otros zombis especiales son mucho más peligrosos como el juggernaut un monstruoso infectado que da golpes demoledores y capases de quitar mucha vida pero afortunadamente si no te ha visto puedes evitar contacto o pelea contra él y el zombi salvaje o feral es el infectado más peligroso del juego ya que es ágil y resistente que quitara mucha salud o matara partiendo por la mitad a supervivientes o al jugador cuando el feral los haya tumbado, lo ideal es evitando cualquier contacto  para evitar ser detectado ya que pueden estar acompañados por más zombis pero en dada oportunidad al luchar contra ellos se recomienda al usar rifles para asesinarlos a largas distancias apuntando a la cabeza o las escopetas, magnums o ametralladoras para mantenerlos a raya y si también el jugador ha alcanzado cierto nivel de habilidades y reflejos de lucha podrá eliminar a un grupo entero de Ferales sin problemas y evitar cada ataque, no se recomienda atropellarlo con vehículos ya que esquiva el ataque pero tampoco es imposible matarlo con vehículos, cuando se monten a los costados para sacar al jugador o supervivientes se puede usar los obstáculos en el escenario para quitárselos de encima y matarlos de lo contrario llevara a la muerte del jugador o algún miembro.
En el juego pueden encontrarse 99 armas de fuego distintas y entre 30 y 40 armas de cuerpo a cuerpo. Las armas de fuego pueden atascarse si la habilidad del personaje que las maneja es baja, o resultar mucho más eficaces si es alta, con un retroceso menor. Los disparos atraerán a los zombis, pero es posible añadir varios tipos de silenciadores a las armas. En cuanto a las armas de cuerpo a cuerpo, existen tres tipos: Pesadas, contundentes y cortantes. Cada una con sus ventajas y desventajas. Cuanto más usen los personajes un tipo de arma, mejor habilidad tendrán con ese tipo.
- Datos: Q133427